# Marino da Caramanico
Marino da Caramanico (Caramanico Terme, XIII secolo – XIII secolo) è stato un giurista italiano.

## Biografia
Dopo gli studi di diritto canonico compiuti a Sulmona, si perfezionò a Bologna. In seguito si trasferì a Napoli al servizio di Carlo I d'Angiò, dove probabilmente incontrò Tommaso d'Aquino. Fu tra i "regnicoli" dello Studio di Napoli che raccoglieva i massimi esperti di giurisprudenza dell'epoca. Fu tra i fondatori della teoria dello Stato svincolato dall'autorità imperiale, Marino spostò infatti la sovranità da sempre considerata sovranazionale, attribuita all'Impero, in una dimensione territoriale. Celebre la definizione contenuta nel Proemium in Constitutiones Regni Siciliae del Regno come una universitas autonoma.
A Marino da Caramanico sono intitolate vie dell'abitato di Chieti Scalo, di Pescara e di Napoli.
In alcuni testi manoscritti di Lanciano (Biblioteca civica di Lanciano), è erroneamente citato come "Marino Caramanico da Lanciano", capostipite della famiglia Caramanico, il che ha creato confusione sulle sue origini,citato anche così in L. Renzetti Notizie istoriche della città di Lanciano, Carabba 1878.

## "Proemium in Constitutiones Regni Siciliae"
Nel commento, la soluzioni di questioni via via emergenti e relative sia al merito sia alla procedura, viene talvolta fornita sulla base del rinvio generico di Marino alle autorità dei giuristi bolognesi, detti "nostri doctores". In altri e più frequenti casi, vengono richiamate precedenti decisioni della Magna Curia, è una circostanza che rende l'inclinazione pratica della sua opera, cosa che Marino esplicita anche nel proemio dell'opera, nella fine egli lamenta le interpretazioni oscure che qualche giurisperito non si fa scrupolo di proporre nei tribunali, in spregio alla chiarezza del dettato normativo. Richiamandosi all'esempio di Modestino, Marino da Caramanico si propone di offrire soluzioni che hanno a che fare col quotidiano, e capaci di ricondurre a perfetta consonanza quanto nella prassi veniva troppo spesso tacciato di ambiguità e oscurità (Proemio, 23, 15, 25)
Il proemio, redatto nel 1278 o dopo, è oggi la parte meglio apprezzata dell'opera di Marino, vi si formulano nuove teorie sulla sovranità del re di Sicilia. Calasso, che curò dell'opera una edizione moderna, lo ha giudicato uno dei monumenti più valenti della letteratura dei glossatori: il proemio si incentra sui delicati problemi relativi alla monarchia siciliana, e ai suoi rapporti con le due autorità universali dell'Occidente. Marino conserva ancora gli ideali dell'era sveva, sembra esaltare la dignità della monarchia meridionale e della formula "rex superiorem non recognoscens in regno suo est imperator". L'ostacolo principale che si opponeva all'affermazione della pienezza dei poteri del re di Sicilia, era costituito dalla superiorità feudale che quest'ultimo riconosceva al papa sin dai tempi dell'infeudazione riconosciuta da Roberto il Guiscardo nel 1057; Marino riconosce che l'infeudazione papale avrebbe riguardato il Regno inteso astrattamente come universitas, sui singula corpora che quella universitas componevano (città, castelli, ville, terre), il pontefice non poteva vantare alcuna superiorità feudale e la "temporalis iurisdictio" spettava al re di Sicilia nella sua interezza (Proemio 12-26).
La persistenza del vincolo feudale del re con la Santa Sede, veniva avvertita come problema separato e sostanzialmente incideva solo sul piano privatistico e non su quello pubblicistico, rappresentato dal trasferimento della iurisdicio al re di Sicilia. Quanto all'indipendenza del sovrano meridionale dalla podestà imperiale, Marino si sofferma nel considerare l'Impero come formazione a seguito di prevaricazioni e violenze, e come sia pertanto legittimo per i popoli, un tempo assoggettati, rinneghino ora quella supremazia e riacquistino libertà (Proemio 17 s.). Il riconoscimento di una realtà pluralistica di ordinamenti indipendenti, quale era l'Italia meridionale, prelude infatti all'individuazione di quale di questi ordinamenti potesse veramente dirsi sovrano; Marino si svolge dunque a identificare i principali contenuti di una simile pienezza dei poteri.
Come all'imperatore, al re non soggetto a vincoli, compete in primo luogo il potere legislativo; sebbene circoscritta al solo territorio sul quale governa, la potestà normativa del re si estende anche alla possibilità di emanare provvedimenti contrari al diritti comune. La seconda prerogativa della piena potestà regia individuata da Marino nell'esercizio della giurisdizione: al sovrano spetta la giurisdizione d'appello nei confronti dei giudizi emessi dai magistrati del Regno. Al contrario avverso le sentenze del re, non è ammesso appello di sorta. Marino, richiamando gli accordi tra Santa Sede e Carlo I, esclude che si possa sollevare appello presso il pontefice se non per le cause di competenza del giudice ecclesiastico.
Terzo componente del potere regio: la potestà tributaria, che aveva consentito a Federico II di rendere il Regno siciliano forte e potente; le leggi romane dell'imperatore devono estendersi per Marino anche al re contemporaneo, i diritti emanati hanno l'imprescrittibilità assoluta, cosa che ha indotto la critica ad inquadrate Marino ancora radicato nel sistema legislativo medievale, il corollario della connotazione sacrale della sovranità del re di Sicilia, che Marino fa discernere dal riconoscimento della pienezza dei poteri di quest'ultimo e della sua equiparazione all'imperatore romano, e che si concreta nella affermazione secondo cui "reges enim non sunt mere laici" (Proemio 9).